# Alchemilla straminea
Alchemilla straminea é uma espécie de rosácea do gênero Alchemilla, pertencente à família Rosaceae.